# Yamaha TL
Yamaha TL-serien är en snöskoter från Yamaha som introducerades 1974. Det var i princip samma snöskoter som Yamaha EW433C men med den stora skillnaden att den här skotern hade slides istället för hjulboggie och istället för en traditionell remdriven variator hade den här hydraulisk konverter. Yamaha hade också satt en smalare matta på Yamaha TL433F som den hette.

## TL-serien år från år
1974 TL-introduceras med en fläktkyld tvåtaktare på 433 cm3 på 31 hk.